# 埃弗格林 (佛羅里達州)
埃弗格林（英語：Evergreen）是位於美國佛羅里達州拿騷縣的一個非建制地區。該地的面積和人口皆未知。

## 地理
埃弗格林的座標為30°42′00″N 81°45′08″W / 30.70000°N 81.75222°W，而該地的平均海拔高度為3米（即10英尺）。